# Fibromireli
Fibromireli war ein portugiesischer Hersteller von Automobilen.

## Geschichte
Das Unternehmen aus Coimbra begann 1987 mit der Produktion von Automobilen. 1994 endete die Fahrzeugproduktion.

## Modelle
Das einzige Modell war ein offenes Freizeitfahrzeug im Stile des Renault Rodéo. Beim Fahrgestell bestand die Wahl zwischen dem des Renault 4 und dem des Renault 6. Die Karosserie bestand aus Kunststoff.